# 穆爾氏隆背麗鯛
穆爾氏隆背麗鯛（学名：Cyrtocara moorii）為輻鰭魚綱鱸形目隆頭魚亞目慈鯛科的其中一種，分布於非洲馬拉威湖流域，體長可達20公分，棲息在沙底質淺水域，生活習性不明，可做為觀賞魚。